# Thoman Burgkmair
Thoman (Thomas) Burgkmair, né vers 1444 à Augsbourg et mort vers 1523 dans la même ville, est un peintre du Moyen Âge tardif. Il est enregistré dans les livres de la guilde des peintres d'Augsbourg. Il est le père du peintre et graveur Hans Burgkmair.
On lui attribue quelques peintures du gothique tardif et du début de la Renaissance, dont certaines sont souvent citées en exemple de cette période artistique, à Augsbourg, ou de façon plus générale.

## Corporation des peintres

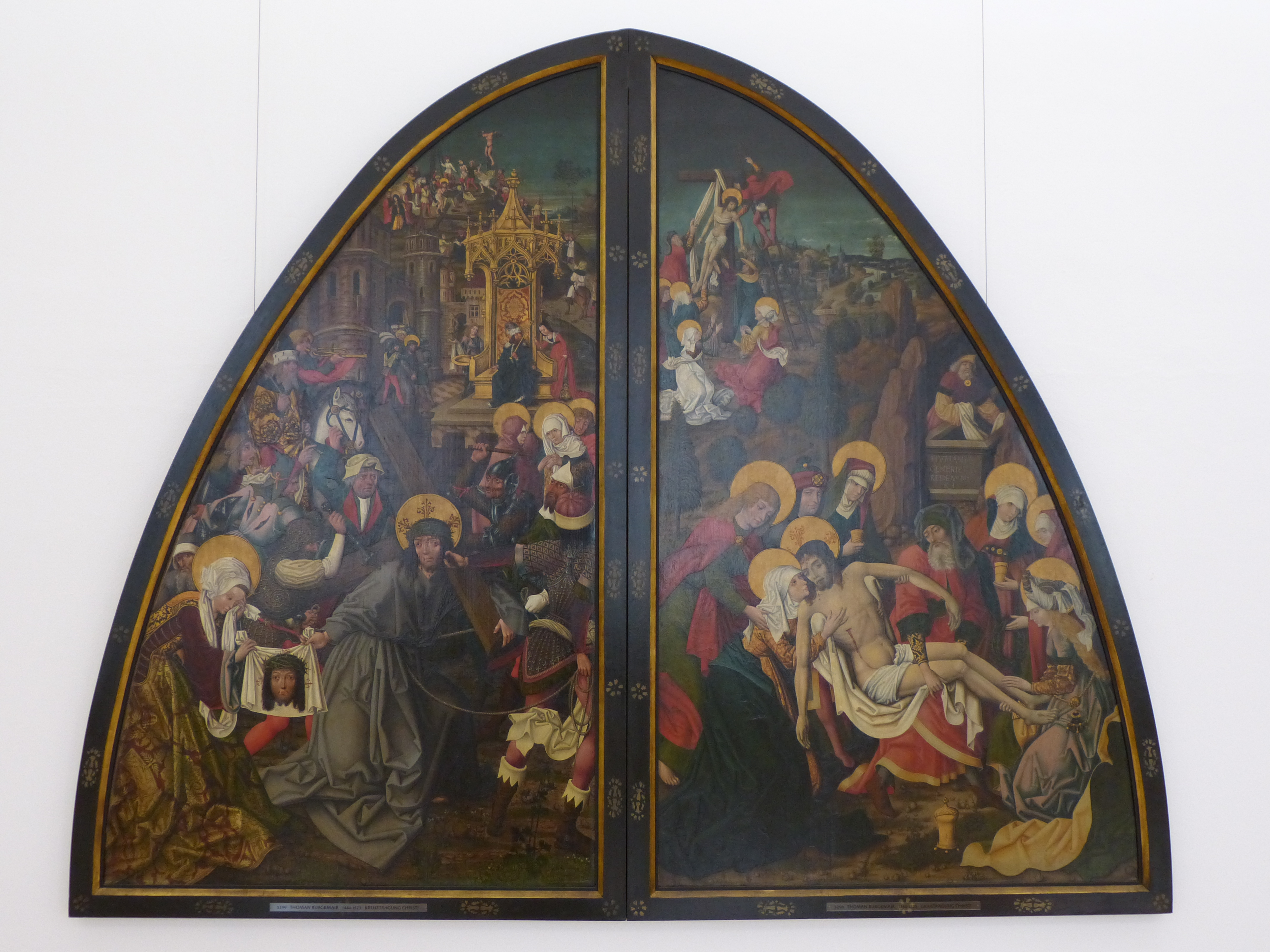
Crucifixion.

Après son mariage avec la fille d'un sculpteur de la ville en 1469, Thoman Burgkmair devient membre de la Corporation des peintres d'Augsbourg à laquelle sont aussi affiliés les graveurs, verriers et orfèvres. C'est probablement lui l'auteur du premier « Album de peintres d'Augsbourg » (Augsburger Malerbuch) qui garde la trace des artistes vivant dans la ville vers 1470. L'ouvrage est conservé aux archives municipales.
Quelques historiens de l'art le comptent, avec le Meister der Ilsung-Madonna et le Maître de 1477, parmi les plus importants et plus influents peintres du gothique tardif d'Augsbourg,. Même si d'autres ne voient en lui qu'un « artiste moyen » en comparaison de son fils Hans, son influence et son rôle restent néanmoins généralement reconnus.

## Père de Hans Burgkmair
Son fils Hans Burgkmair, né vers 1473,, fut peintre et graveur et compta parmi les plus importants artistes d'Ausbourg. Il a vraisemblablement fait son apprentissage chez son père.

## Œuvres

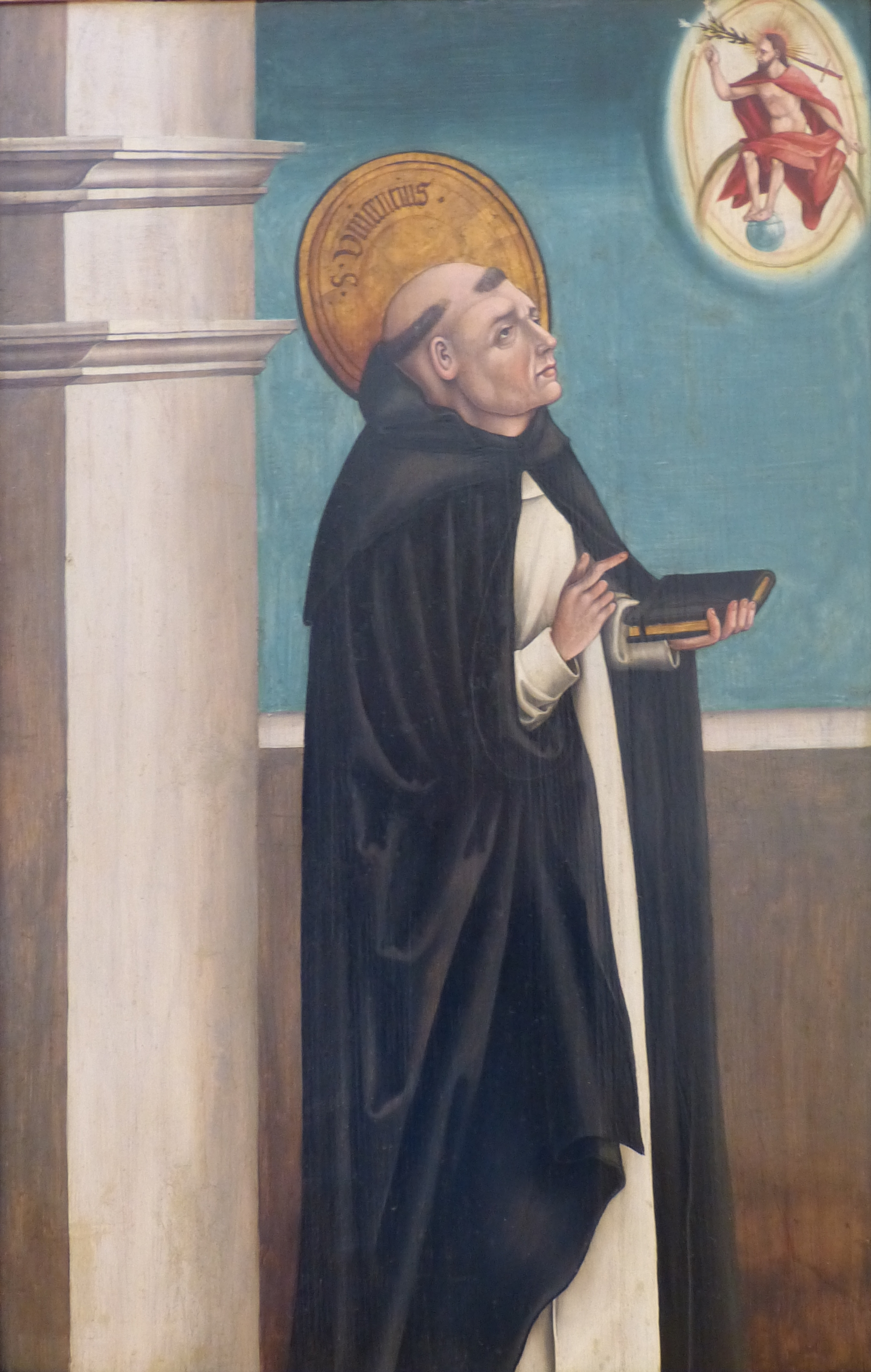
Saint Dominique, v. 1515.

Comme la plupart des artistes de son temps, Thoman Burgkmair ne signe pas ses œuvres. Lui en attribuer est toujours complexe et parfois sujet à débat. Ce sont surtout ses portraits qui sont cités en référence pour mieux connaître le mouvement artistique d'Augsbourg à cette époque ou la famille Fugger.
- Peintures sacrées :
  - Messe de saint Grégoire[11],[12],[13].
  - Légende de saint Dominique : inhumation dans le cloître de Bologne.
  - Apparition de Marie-Madeleine à l'évêque Maximin.
- Portraits :
  - Le Prêcheur Jean de Capistran, Galerie Nationale, Prague[14].
  - L'Empereur Frédéric III (1415-1493), peinture sur bois de sapin (œuvre perdue, a probablement été à l'origine du portrait réalisé par Hans Burgkmair).
  - L'Impératrice Aliénor de Portugal.